# Венера Кампо Єміні
Венера Кампо Єміні (англ. Campo Iemini Venus) — мармурова скульптура типу Венера Сором'язлива/Венера Капітолійська, що зберігається в Британському музею. Знайдена навесні 1792 року, у числі інших скульптур, під час розкопок римської вілли в Кампо Йеміні біля Торваяніки в Лації. Розкопками керував англійський антиквар Роберт Фаґан (1761—1816), під високим патронажем Августа Фредеріка, герцога Сассекського за участі сера Корбета Корбета з Британського музею. На момент відкриття англійці розцінили її вище Венери Капітолійської. Після реставрації в Римі, статуя була перевезана в Лондон, де брат герцога принц-регент Георг IV, встановив її в Карлтон-Гаузі. Після його смерті, коли Карлтон-Гауз був знесений, Вільгельм IV передав статую в дар Британському музею.